# اچ‌ام‌اس لورا (۱۸۰۶)
اچ‌ام‌اس لورا (۱۸۰۶) (به انگلیسی: HMS Laura (1806)) یک کشتی بود که طول آن ۶۸ فوت ۲ اینچ (۲۰٫۸ متر) بود. این کشتی در سال ۱۸۰۶ ساخته شد.